# Matts Juhlin-Dannfelt

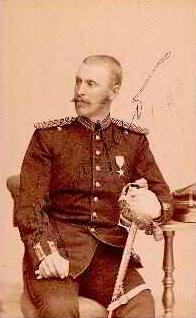
Matts Julius Juhlin-Dannfelt.

Matts Juhlin-Dannfelt, född 25 december 1859 i Valbo död 16 juni 1897 i Isangula i dåvarande Kongostaten, nuvarande Kongo-Kinshasa, var en svensk militär (löjtnant) i Kongostatens tjänst under tiden 1883-1897 som armékommendant och distriktschef.

## Biografi
Juhlin-Dannfelt var son till generalkonsuln i London Carl Juhlin-Dannfelt och hans maka Hedvig Schröder. Han blev 1876 volontär vid Svea artilleriregemente (A 1). Efter avlagd mogenhetsexamen blev Juhlin-Dannfelt 1879 elev vid Krigsskolan, utexaminerades därifrån 1880 och utnämndes till underlöjtnant vid nämnda regemente, men tog kort därefter transport till Södra skånska infanteriregementet (I 25). År 1889 utnämndes han till löjtnant, men tog 1893 avsked från regementet med tillstånd att kvarstå i dess reserv. I slutet av 1883 antog Juhlin-Dannfelt anställning i Kongostatens tjänst och den 27 december samma år anlände han jämte några andra svenska officerare till stationen Leopoldville vid Stanley Pool i Kongostaten. Här residerade då Henry Morton Stanley själv. Redan från första början fattade han tycke för den unge svensken, vilken på ett tillfredsställande sätt lyckades att utföra flera åt honom anförtrodda ingenjörsarbeten. Efter någon tid utnämndes han till chef för stationen Manyanga med distrikt.
Såsom stationschef företog Juhlin-Dannfelt flera längre expeditioner till längst bort liggande stationer. Återkommen från en av dessa insjuknade han i feber och var tvungen att anträda hemresan samt ankom till Bryssel i december 1884. Redan följande år var han åter på väg till Kongo till sin gamla station. Vid återkomsten blev han medlem av den kommission, som närmare skulle bestämma den vid konferensen i Berlin ungefärligt uppdragna gränsen mellan Kongostaten och det franska området. Under oktober och november 1885 fullgjorde han jämte några franska officerare detta viktiga uppdrag. Åren 1891-1893 förde han såsom "capitaine commandent" (major) högsta befälet över den väpnade styrkan vid Kongo.
Juhlin-Dannfelt avled 37 år gammal på stationen Isangula den 16 juni 1897.